# Edvard Mau
Jens Christian Edvard Theodor Mau (ur. 10 października 1808 w Odense, zm. 4 sierpnia 1885 w Kopenhadze) – duński pastor, pisarz i polityk.
Edvard Mau urodził się w duńskim mieście Odense 10 października 1808 roku jako syn aptekarza Carla Heinricha Mau i Juliane Marie z domu Feveile. W 1827 r. Mau rozpoczął studia w Odense, a w 1831 r. został magistrem teologii. Następnie został wychowawcą hrabiego Andreasa Ernsta Erika Henrika Bernstorffa Gyldensteena w zamku Gyldensteen, w miejscowości Bogense. Później pozostał przez rok, częściowo na wyspie Fionii, a częściowo w mieście Vejle, gdzie nawiązał kontakt z ludźmi ze Zgromadzenia Bożego i został ich przewodniczącym. Jak można przeczytać w książce Ove Korsgaarda tzw. Bożymi Zgromadzeniami nazywano spotkania świeckich kaznodziejów, którzy mieli inną interpretację Biblii niż tą, którą większość księży podawała z ambon kościołów, co wielu wiernych przyjęło z entuzjazmem w trudnych czasach po Rewolucji Francuskiej, w erze kreowania się praw i wolności obywatelskich. Prawdopodobnie w tych okolicznościach poznał hrabiego Frederika Adolpha Holsteina w Holsteinborgu, po którego rekomendacji został powołany w 1834 r. do roli proboszcza parafii Hårslev i Ting Jellinge w okręgu Vester Flakkebjerg Herred w zachodniej Danii.
W 1835 r. poślubił Adolfinę Steensen (1814–1892), córkę kapitana i właściciela ziemskiego Hansa Henrika Otto Steensena. W 1847 roku urodziła im się córka Theodora Mau, która została nauczycielką i pisarką. W 1846 r. odbył podróż do Norwegii, aby dowiedzieć się więcej o tamtejszych sprawach kościelnych, a w 1848 r. został współzałożycielem i przewodniczącym Towarzystwa Historii Kościoła. W 1850 roku przeniósł się do probostw Skellerup i Ellinge na Fionii. W1849 r. brał udział w wyborach do parlamentu, a w latach 1852–1853 był członkiem Landsting – pierwszej izby duńskiego parlamentu, pełniącego funkcje władzy ustawodawczej do połowy XX wieku w Danii.
W 1850 r. zaczął prowadzić działalność polityczną, zajmującą się historią kościoła i został członkiem zarządu, w latach 1857–1861 był również aktywnym uczestnikiem skandynawskich spotkań kościelnych w Kopenhadze, Lund i Christianii i doprowadził do organizowania regularnego spotkania misyjnego w Nyborgu w 1860 r. Mau był aktywnym i sumiennym duchownym, ale także zaangażowany w działalność polityczną, w 1870 r. zorganizował spotkanie dla francuskich jeńców wojennych w Niemczech. Edvard Mau był niezwykle pracowitym człowiekiem. Duński pastor Vilhelm Birkedal, opisał Maua jako „pół pietystę, pół jednostronnego luteranina”.
Edvard Mau rozwijał również swoją karierę jako pisarz. Opublikował kilka zbiorów kazań, z których księga kazań ewangelicko-chrzescijańskich (duń. Evangelisk-kristelig Postil) z 1843 r. została opublikowana w 2 wydaniach. Opowieści religijne Maua zyskały dużą popularność również poza Danią, 400 opowiadań o szkole i życiu z 1847 r. (duń. 400 Fortællinger for Skolen og Livet) zostały fragmentarycznie przetłumaczone na język lapoński w 1858 r., a także opublikowane w języku duńskim w Stanach Zjednoczonych. Kilka jego pism zostało przetłumaczonych także na język szwedzki. Edvard Mau jest znany w Danii jako wydawca zbioru duńskich przysłów (duń. Dansk Ordsprogsskat (I-II, 1879)), w którym zebrał bardzo dużą liczbę duńskich przysłów i powiedzeń niż zostały zebrane w jakiekolwiek wcześniejszej pracy poświęconej przysłowiom i ze względu na swoje bogactwo nadal jest ceniony w tej dziedzinie.
Mau został rycerzem Dannebroga 28 lipca 1869 r., rycerzem Zakonu Wazy 23 sierpnia 1869 r., oraz odznaczony medalem Legii Honorowej 27 stycznia 1872 r.
Edvard Mau zmarł 4 sierpnia 1885 r. w Kopenhadze i został pochowany na cmentarzu w Farum.